# Regra do estiramento
Em física, a regra do estiramento,ou regra do alongamento, afirma que o momento de inércia de um objeto rígido mantém-se inalterado quando o estiramento de um objeto é paralelo ao eixo de rotação, (sem mudança da distribuição de massa, exceto na direção paralela ao eixo). Ou seja, dado um cilindros orientados paralelamente ao eixo de rotação, alterar o comprimento na direção do eixo não altera o momento de inércia do cilindro contanto que o raio não mude.
Esta regra pode ser aplicada com o teorema dos eixos paralelos e a teorema dos eixos perpendiculares para encontrar momentos de inércia para uma variedade de formas.